# Gâvres

Gâvres am Westende der gleichnamigen Halbinsel

Gâvres (bretonisch: Gavr) ist eine französische Gemeinde im Département Morbihan in der Region Bretagne. Sie gehört zum Kanton Pluvigner im Arrondissement Lorient.

## Geografie
Das Fischerdorf mit 685 Einwohnern (Stand 1. Januar 2022) und ausgeprägtem ozeanischem Klima befindet sich exponiert gelegen am westlichsten Ende einer bizarr geformten, langgezogenen und sehr schmalen Halbinsel Gâvres auf einem abgetragenen Felsen am Petite mer de Gâvres. Östlich des Ortes befinden sich die Insel Groix und westlich die Reede der Stadt Lorient. Unmittelbar nördlich von Gâvres liegt der Hafen der Kleinstadt Port-Louis, lediglich getrennt durch eine Bucht, die La petite mer de Gâvres genannt wird.
Der einzige Landweg zur Halbinsel die ein Tombolo ist und nach Gâvres führt über die acht Kilometer östliche gelegene Kleinstadt Plouhinec, wobei die Départementsstraße D 158 die Verbindung herstellt. Diese Zufahrt kreuzt ein Militär- und Schießgelände der französischen Armee, weshalb sie sporadisch für den öffentlichen Verkehr gesperrt ist.
Ursprünglich war Gâvres eine „echte Insel“, die lediglich durch eine parallel zur Küstenlinie verlaufende Dünenkette mit dem Festland verbunden war. Die Lagune erstreckte sich über 350 Hektar und war ein beliebtes Ziel für die so genannte Pêche à pied (Einsammeln von Meeresfrüchte von Hand), wobei vor allem viele Venusmuscheln erbeutet wurden.

## Bevölkerungsentwicklung
| Jahr      | 1968 | 1975 | 1982 | 1990 | 1999 | 2009 | 2019 |
| --------- | ---- | ---- | ---- | ---- | ---- | ---- | ---- |
| Einwohner | 1166 | 1076 | 939  | 848  | 893  | 752  | 680  |

## Wappen
Blasonierung: „Eine güldene Ziege auf Hermelin, darüber die Initiale „G“ in rot, das azurblaue Schildhaupt besetzt mit einer silbernen Sardine.“
Das Hermelinmuster war sehr typisch für das Herzogtum Bretagne, zu dem auch Gâvres zählte (→ Flagge der Bretagne) und der Fang von Sardinen war lange Zeit essentiell für die lokale Bevölkerung.

## Wirtschaft
Traditionell war Gâvres mit der Hochsee- und Küstenfischerei verbunden, wobei vor allem das Fangen von Sardinen im Vordergrund stand. Mit dem Aufschwung des Hafens von Port-Louis und jenen von Lorient im 17. und 18. Jahrhundert erhielt der Ort jedoch auch einen hohen strategischen Wert.

### Tourismus
Gâvres verfügt über Sand- und Felsstrände. Mehrere Ferienwohnung und zwei Zeltplätze bieten Unterkunft. Ausflugsboote (die so genannten Batobus) verbinden Gâvres mit den Städten Port-Louis und Lorient ganzjährig.

## Umwelt
Ein Fünftel der bretonischen Küste gilt vom Meeresspiegelanstieg in absehbarer Zeit als bedroht. Die Halbinsel von Gâvres mit ihrer fragilen Küste profitiert zwar vom milden Seeklima und der maritimen Artenvielfalt, ist aber auch besonders anfällig für die Auswirkungen von klimatischen Veränderungen. Einige Ortsteile von Gâvres befinden sich schon heute auf Meereshöhe oder sogar leicht darunter. Während der Sturmtiefs im Jahr 2001 wurden Teile der Ortschaft zerstört und jene des Jahres 2008 verursachten noch größere Schäden in der Gegend. Seit 2009 wird deshalb vom Generalrat des Départements Morbihan  ein Risikokataster für alle küstennahen Gemeinden der Region erstellt. Dabei ist abzusehen, dass einige exponierte Landstriche in Zukunft als Siedlungsraum nicht mehr zur Verfügung stehen werden.
Die Vereinigung Association de sauvegarde du littoral de la presqu’île de Gâvres bekämpfte den geplanten Abbau von Meeressand entlang der Küste erfolgreich: das Projekt wurde im Juli 2009 aufgegeben, weil große Teile der lokalen Bevölkerung der Ansicht waren, ein solcher Abbau würde die Küstenerosion zusätzlich begünstigen.

## Sehenswürdigkeiten
- Der verwitterte Dolmen von Goërem, der Generationen von Kindern als Sitzplatz diente, ist seit 1965 als französisches Kulturdenkmal ausgewiesen.[2]
- Kirche Saint-Gildas, dem heiligen Gildas geweiht
- Kapelle von Gâvres
- Festung Fort de Porth Puns
- Zahlreiche Bunker mit Geschützstellungen, Mörsern und  Maschinengewehre aus dem Zweiten Weltkrieg sind erhalten geblieben. Sie sicherten damals den Hafeneingang von Lorient, der für die Kriegsmarine ein wichtiger Stützpunkt war, ab.

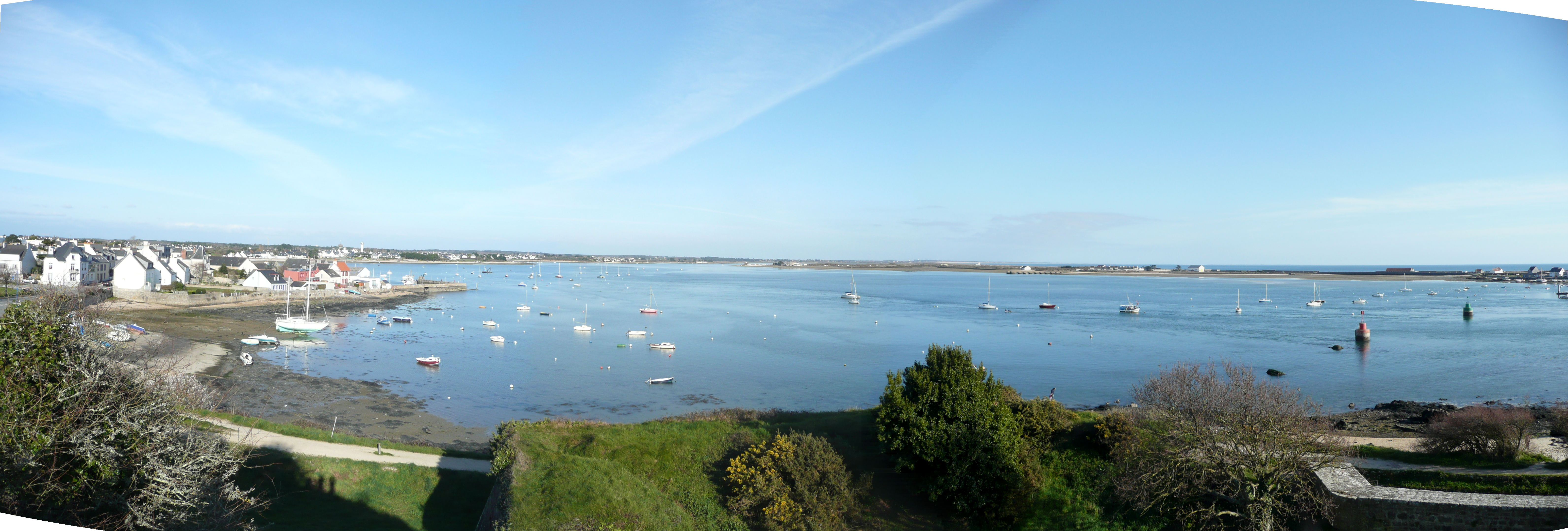
La petite mer de Gâvres